# Voo Sudan Airways 109
O voo Sudan Airways 109 foi uma rota aérea que ia de Amã, na Jordânia, até ao Aeroporto Internacional de Cartum em Cartum, no Sudão, passando por Damasco, Síria. Tinha 203 passageiros a bordo.
Em 10 de junho de 2008, aproximadamente às 17h26min (UTC), o avião, na aterragem em Cartum, não conseguiu travar na pista, tendo ficado imobilizado a 215 m do final da mesma.
O Airbus A310 quebrou e posteriormente pegou fogo. 171 dos 203 passageiros que estavam a bordo sobreviveram.

## Causas
O chefe de polícia local atribuiu o acidente ao mau tempo. A BBC News relatou que havia uma tempestade de areia na área durante o acidente. No entanto,outras autoridades dizem que o avião decolou seguramente, mas o motor direito explodiu dez minutos após a decolagem, depois veio a parar.
A saída de pista foi causada por uma combinação de pista molhada, aterragem sem autotravagem ligada, e um reversor de potência desativado.

## Mortes
Muitas das vítimas relatadas eram crianças inválidas e idosos que retornavam de tratamentos em Amã.
A partir desta avaliação ao menos 29 morreram, enquanto 171 passageiros sobreviveram, e ainda havia 14 desaparecidos, de acordo com o porta-voz Abdel Hafiz Abdel Rahim da autoridade da aviação civil (CAA).